# Goro Sasaki
Goro Sasaki japansk astronom.
Minor Planet Center listar honom som G. Sasaki och som upptäckare av 1 asteroid.
Den 17 december 1979 upptäckte han asteroiden 3392 Setouchi tillsammans med landsmannen Hiroki Kōsai.